# 527

## Починали
- 1 август – Юстин I, византийски император